# 伊克柴达木湖
伊克柴达木湖也称伊克柴达木淖尔、大柴达木湖、大柴旦湖，俗称翡翠湖，是一个位于中国青海省海西蒙古族藏族自治州大柴旦行政委员会境内的一座盐湖。伊克柴达木淖尔蒙古语意为“大鹽澤”，伊克柴达木湖湖面呈“弓”形，2000年调查时湖水位3148.10米，平均水深2.06米，水面面积36平方千米，蓄水量0.72亿立方米。湖滨为第四纪洪积冲积平原和沼泽、盐碱地，面积约200平方千米。湖水以周围泉水补给为主，地表径流和降水补给为辅，集水面积1614平方千米。伊克柴达木湖及滨湖区富硼、锂、镁、钠、钾矿等资源。

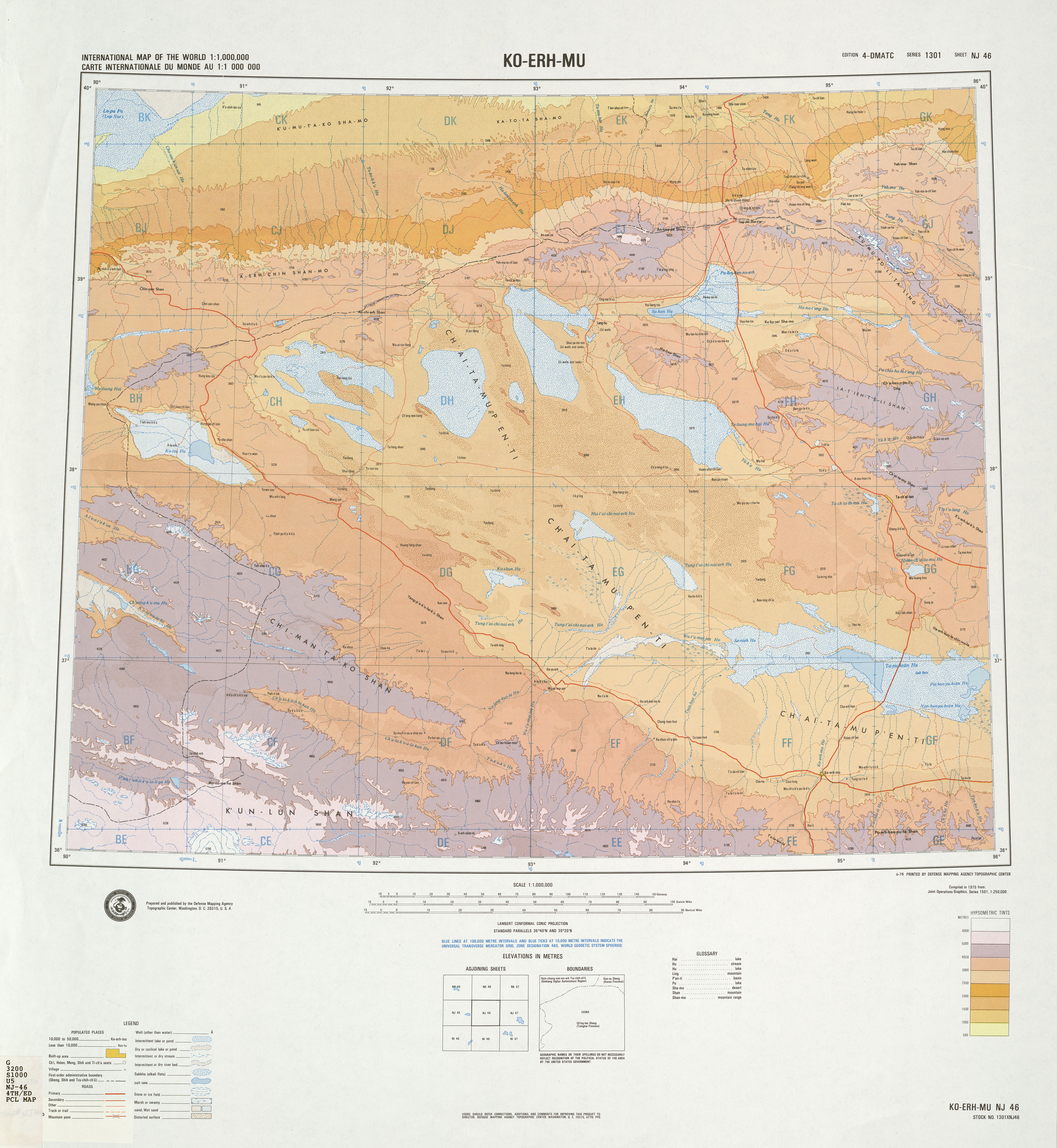
青海西部地区地形图，伊克柴达木湖位于编号GG区域，标注为Ta ch'ai ta mu Hu
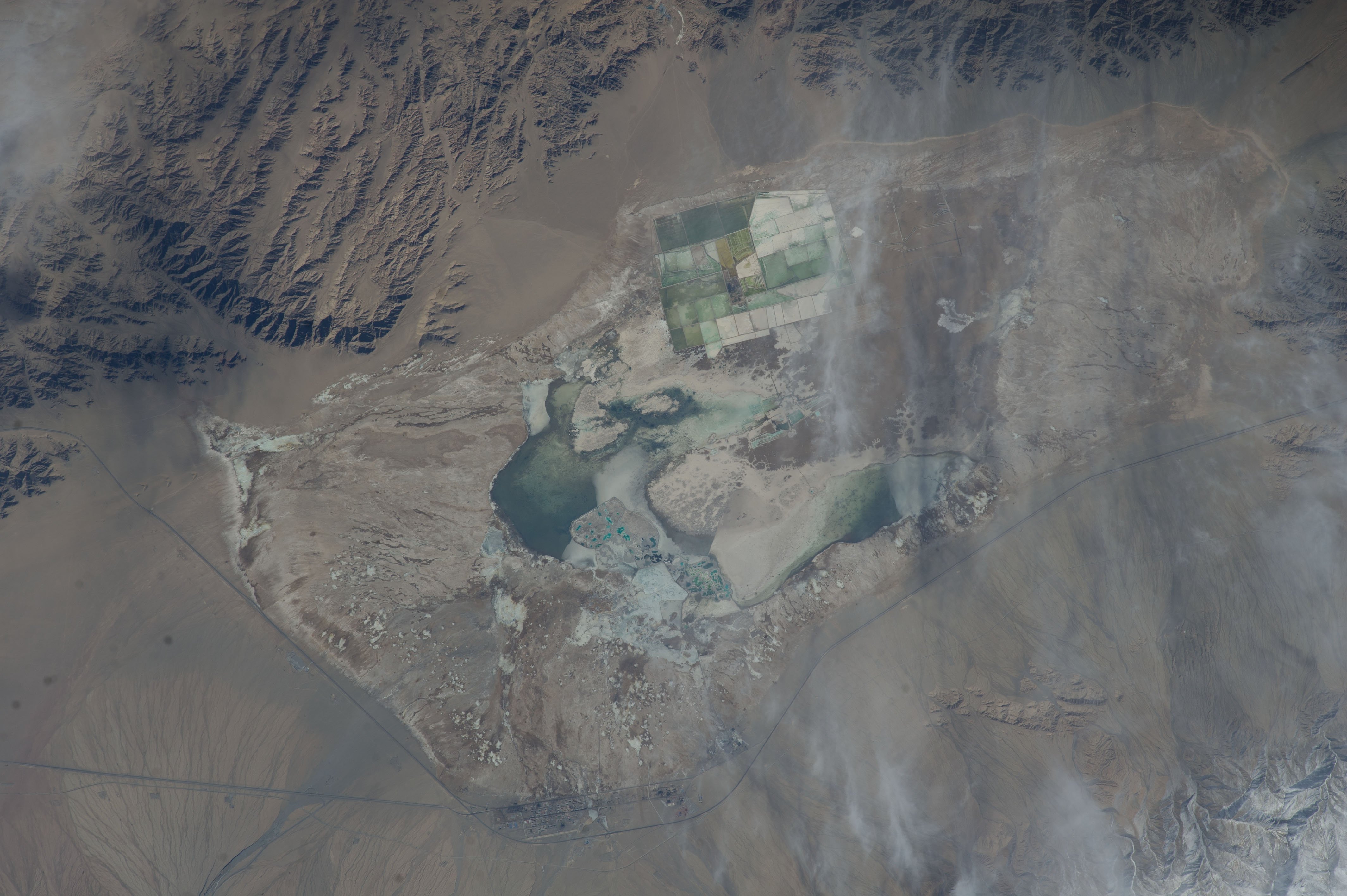
伊克柴达木湖卫星图，上西右北